# Amédée Mannheim
Victor Mayer Amédée Mannheim (17 de julio de 1831 - 11 de diciembre de 1906) fue un matemático francés, conocido por ser el inventor de la regla de cálculo moderna. Alrededor de 1850, introdujo un nuevo sistema de escala que usaba una guía deslizante para realizar cálculos. Este tipo de regla de cálculo se dio a conocer bajo el nombre de su inventor: Mannheim.

## Semblanza
Mannheim nació en París en 1831 en el seno de una familia de origen judío, hijo de Sigismond Mannheim y de su esposa Marianne Speyer. Tras destacar desde muy joven por su aptitud para las ciencias exactas. Ingresó en las Gran Écoles, en el Collège de Charlemagne, donde fue alumno de Eugène Catalan (1814-1894).
Ingresó con 17 años (octubre de 1848) en la École polytechnique, dirigida entonces por Jean-Victor Poncelet (1788-1867), donde conoció a su compañero de estudios Charles Nicolas Peaucellier (1832-1919) y fue alumno de Michel Chasles (1793-1880). Tras graduarse en Metz, comenzó su carrera como oficial de artillería, y posteriormente se incorporó a la École Polytechnique como profesor particular (1859), examinador (1863) y profesor de geometría descriptiva (1864). Se retiró del ejército en 1890, con el grado de coronel de Ingeniería militar, pero continuó enseñando en la "École Polytechnique" hasta 1901.
Se había casado en 1868 con Eugénie Adèle Mathilde Oulif (1838-1906), con quien tuvo dos hijos.

## Invención de la regla de cálculo moderna
Mannheim estandarizó la versión moderna de la regla de cálculo, un utensilio de uso común hasta que las calculadoras de bolsillo se popularizaron paulatinamente en las tres últimas décadas del siglo XX. Ideó la regla hacia 1850, mientras estudiaba en Metz. Su gran acierto fue añadir un cursor deslizante, que facilitaba enormemente la tarea de sumar analógicamente con precisión las distancias leídas a partir de las escalas graduadas dispuestas al efecto. En el libro del siglo XIX de W M Cox se describe de la siguiente manera:

Cada instrumento está provisto de un cursor deslizante de latón o vidrio, que permite encontrar puntos coincidentes en cualquiera de las escalas, y también permite realizar cálculos extensos sin la necesidad de "leer" los resultados intermedios, asegurando así un mayor grado de precisión en el resultado final. Tal es la regla de cálculo de Mannheim. Su uso exitoso radica en gran medida en la capacidad de leer las graduaciones de forma rápida y correcta.

## Reconocimientos
- Titular del Premio Poncelet de la Academia de Ciencias de Francia (1872)
- Miembro honorario de la London Mathematical Society (1878)[2]